# Anta das Pedras Altas

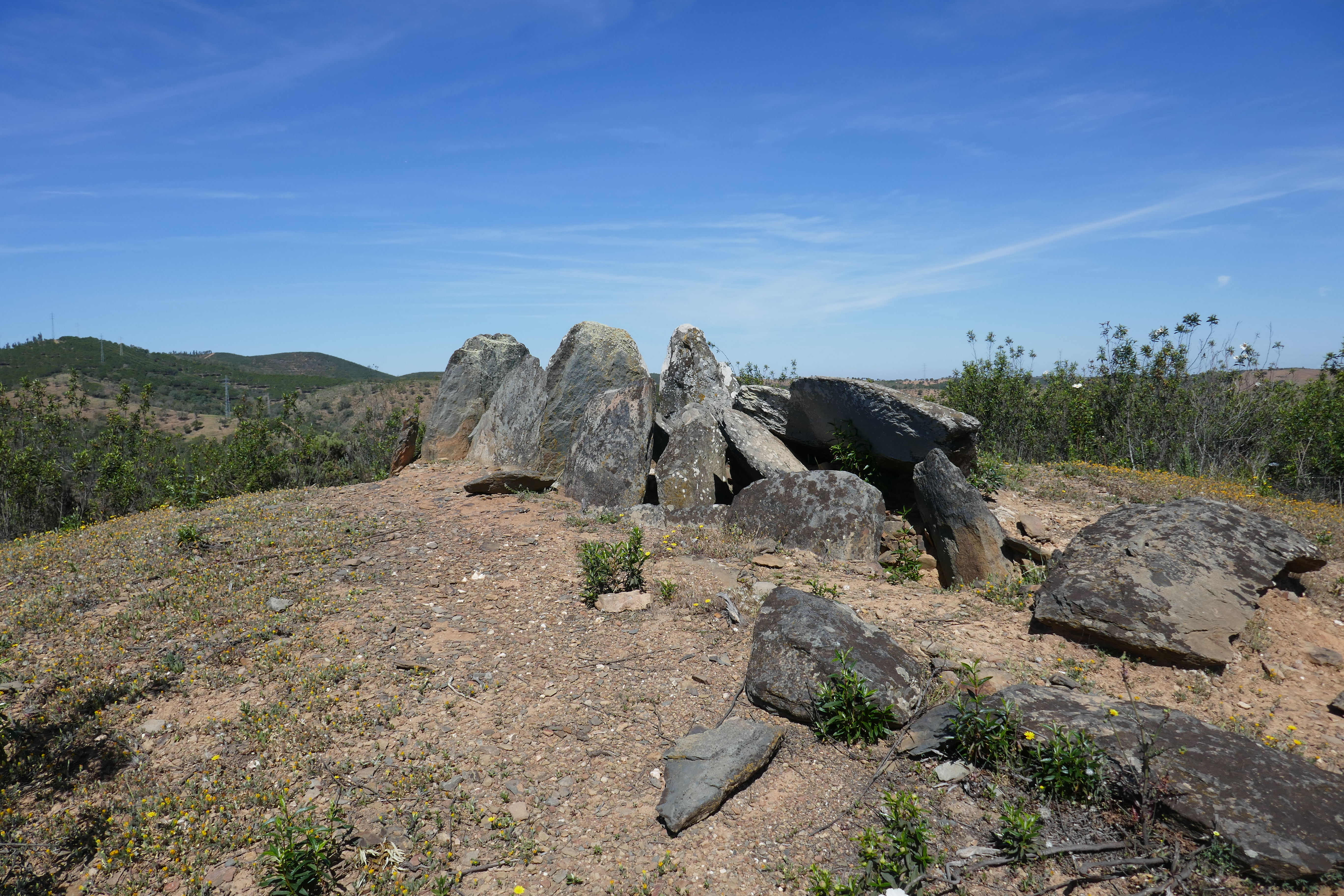
Anta das Pedras Altas, em Abril de 2023.

Anta das Pedras Altas, também conhecida como Anta de Mealha, é um monumento megalítico situado no concelho de Tavira, na região do Algarve, em Portugal.

## Descrição e história
Este monumento situa-se nas imediações da povoação da Mealha, na freguesia de Cachopo, no topo de uma colina, num local que permite um bom controlo visual sobre a área em redor. Era composto por uma câmara de planta trapezoidal alongada, constituída por doze esteios, um corredor e uma entrada, virada para nascente. Nesta freguesia situa-se outro monumento funerário, a Anta da Masmorra.
Devido à sua configuração, a anta terá sido construída nos finais no neolítico ou no calcolítico. Foi alvo de trabalhos arqueológicos nos finais da década de 1970, coordenados por Victor S. Gonçalves, durante os quais foi recolhido um rico espólio, que inclui peças em pedra lascada, afeiçoada e polida, destacando-se neste último caso uma enxó, além de contas de colar em xisto e pedras verdes, que seriam elementos decorativos.

## Leitura recomendada
- Vilas e Aldeias do Algarve Rural 2ª ed. Faro: Globalgarve/Alcance/In Loco/Vicentina. 2003. 171 páginas. ISBN 972-8152-27-2